# Rūdolfs Austriņš
Rūdolfs Austriņš (ur. 25 sierpnia 1891 w Wolmarze, zm. 15 listopada 1937 w Moskwie) – funkcjonariusz radzieckich służb specjalnych, komisarz bezpieczeństwa państwowego III rangi, z pochodzenia Łotysz.

## Życiorys
W latach 1907–1917 członek Socjaldemokratycznej Partii Łotwy, w 1912 aresztowany za działalność rewolucyjną, w czerwcu 1914 i w lipccu 1915 ponownie aresztowany, skazany na 3 lata, więziony w Wolmarze i Piotrogrodzie. W kwietniu 1917 wrócił do Wolmaru. W październiku 1917 wstąpił do SDPRR(b), od grudnia 1917 do lutego 1918 przewodniczący miejskiego komitetu wykonawczego w Wolmarze, następnie wyjechał do Piotrogrodu, w marcu 1918 skierowany przez NKWD RFSRR do Penzy, od 10 kwietnia do maja 1918 członek Kolegium NKWD guberni penzeńskiej, później komisarz ubezpieczeń społecznych w Penzie, od czerwca do sierpnia 1918 komisarz i członek kolegium penzeńskiej gubernialnej Czeki, od sierpnia 1918 do października 1921 przewodniczący penzeńskiej gubernialnej Czeki, równocześnie od marca 1920 do 1921 przewodniczący penzeńskiego gubernialnego trybunału rewolucyjnego. Od 29 października do 10 listopada 1921 funkcjonariusz Wydziału Tajnego Czeki, od 10 listopada do 16 grudnia 1921 pomocnik pełnomocnika Oddziału 3 Wydziału Tajnego Czeki, od 16 grudnia 1921 do 12 czerwca 1922 szef Oddziału 9 Wydziału Tajnego Czeki/GPU, od 12 maja do 12 czerwca 1922 p.o. szefa, a od 12 czerwca do 26 grudnia 1922 szef Oddziału 2 tego wydziału. Od 17 stycznia 1923 do 30 listopada 1925 szef saratowskiego gubernialnego oddziału GPU, od 5 grudnia 1925 do 27 marca 1929 szef Oddziału 2 Wydziału Tajnego OGPU ZSRR, od 27 marca 1929 do 10 lipca 1934 pełnomocny przedstawiciel OGPU Kraju Północnego. Od 15 lipca 1934 do 14 marca 1937 szef Zarządu NKWD Kraju Północnego, od 29 listopada 1935 starszy major bezpieczeństwa państwowego, od 14 marca do 22 lipca 1937 szef Zarządu NKWD obwodu kirowskiego. Odznaczony Odznaką "Honorowy Funkcjonariusz Czeki/GPU (V)" (1924) i Odznaką "Honorowy Funkcjonariusz Czeki/GPU (XV)" (20 grudnia 1932).
22 lipca 1937 aresztowany, 15 listopada 1937 skazany na śmierć przez Kolegium Wojskowe Sądu Najwyższego ZSRR i rozstrzelany. 19 czerwca 1956 pośmiertnie zrehabilitowany.